# 甲南中学校・高等学校
甲南高等学校・中学校（こうなんこうとうがっこう・ちゅうがっこう）は、兵庫県芦屋市山手町に所在し、中高一貫教育を提供する私立中学校・高等学校。

## 概要
創立者の平生釟三郎（貴族院議員・廣田内閣で文部大臣を務める）が示した、「健全なる常識をもつ世界に通用する紳士たれ」というの精神の下、「徳育」・「体育」・「知育」（徳体知と呼ばれている）の調和による社会公益の為に努力する人物を育成することを目指している。
大学受験に特化した画一型・知識偏重型教育を廃し、豊かな学識を養うと共に各人の「個性」や「才能」を磨く教育を実施している。一方、旧制甲南高等学校時代からの伝統で、留年制度が運用されている。ただし、進級条件を満たしていない場合でも、年度内の欠席遅刻回数や推薦参考試験の成績により、進級判定会議を経て仮進級が認められるケースがある。
近年は系列校である甲南女子中学校・高等学校、甲南女子大学、甲南小学校、甲南幼稚園との環境学習などを中心に共同学習プログラムを設けている。
成績・テスト・論文（パーソナルヒストリー・志望理由書・小論文）等の条件を満たした生徒が学校長の推薦により、甲南大学へ進学できる。また、高校のコースに関係なく一定の条件のもとで甲南大学進学権を保留した状態で他大学受験を行うことができる。

## 沿革
- 1919年 - 旧制甲南中学校開校。
- 1923年 - 7年制の旧制甲南高等学校開校。
- 1926年 - 校旗制定。
- 1947年 - 学制改革により、新制甲南中学校開校。
- 1948年 - 学制改革により、新制甲南高等学校開校。
- 1963年 - 神戸市岡本から現在の芦屋市に移転。
- 1976年 - 講堂兼体育館焼失、翌年竣工。
- 1978年 - 兵庫県文化大賞受賞。
- 1991年 - トゥレーヌ甲南学園中高部をフランスパリから南へ少し降ったトゥールに設立。
- 1995年 - 阪神・淡路大震災により学校校舎全壊。4月 高等学校に理数コース設立、1学級増設。
- 1997年 - 高等学校普通コースに文I、IIコース設置。現校舎が竣工。
- 2000年 - イギリスダリッジ・カレッジ校、オーストラリアセントジェセフ・カレッジ・グレゴリーテラス校と姉妹提携を結ぶ。
- 2002年 - アメリカ合衆国イリノイ大学付属高校と姉妹提携を結ぶ。
- 2005年 - ニュージーランドクライスト・カレッジと姉妹提携を結ぶ。
- 2006年 - 甲南中学校第1学年より1クラス35名の5クラス制に改編。
- 2006年 - アメリカ合衆国ル・ジャルダン・アカデミー校と姉妹提携を結ぶ。
- 2012年 - 講堂内部改装。
- 2014年 - 普通・理数コースを置き換える形で新しくフロントランナーコース・アドバンスドコースが新設される。
- 2015年 - グラウンドの地下に体育館を埋め文化部棟・宿泊施設・食堂なども改装し現存の体育館を駐車場にする。

## 行事
- オリエンテーション合宿 - 中学1年生はオリエンテーション合宿に1泊2日で国立淡路青少年交流の家に宿泊する。2012年度までは奥琵琶湖マキノホテルで1泊2日で宿泊していた。現在は、ユニトピア篠山に宿泊している。
- 演劇鑑賞 - 毎年5月に行う。
- 灘甲戦 - 毎年6月に灘中学校・高等学校と灘・甲南定期親善試合を催している。新制甲南大学創設当時、近隣の新制灘高校から多数の生徒が甲南大に入学した。そのことが縁で1953年から交流戦が始まり、現在に至る。
- 高校修学旅行 - 毎年6月中旬に高校2年生が修学旅行に北海道・東北に4泊5日で宿泊する。
- 臨海学舎 - 毎年7月中旬、竹野浜シーサイドホテルに海水浴に3泊4日で宿泊する。
- 中学体験学習 - 毎年11月初に、中学2年生は英語研修合宿を行う。2012年度までは、岡山県の牛窓 カリヨンハウスに2泊3日で宿泊していた。2017年度より、カリヨンハウスでの宿泊を再開した。2018年度の中学2年生はクラスを解体し各クラス3名ほどを選んで5組を結合するようにした。好評だったようだが、来年度も行うかどうかは未定である。
- 中学修学旅行 - 中学体験学習と同じ頃に、中学3年生が修学旅行に長崎に3泊4日で宿泊する。
- 体育祭 - 毎年10月の第4週ごろの平日に行われていたが、2018年より、9月の第4週ごろの平日に変更となった。なお、代休はなく、翌日は短縮授業である。(小雨決行)
- 文化祭 - 毎年10月の第4週ごろの土曜日と日曜日に行われる。2018年より、体育祭を9月にしたことにより、9月の第4週ごろの土曜日と日曜日に変更となった。ブラスアンサンブル部や文化部の発表・展示 運動部の模擬店などが行われる。また文化祭の前一週間は文化祭週間と呼ばれ、次の二つが行われる。
  - 音楽鑑賞
  - 映画鑑賞会
- 六甲登山 - 毎年11月中旬に、六甲山に生徒全員で登る。かつて当行事の翌日は短縮授業だったが、2014年度より廃止され平常授業となった。
- スキー合宿 - 毎年12月20日ごろから志賀高原 横手山スキー場でスキーを行う。
- 入試（中学Ⅰ期午前ａ・ｂ、Ⅰ期午後、Ⅱ期、Ⅲ期/高校　推薦（専願）、一般（専願・併願））

## 部活動
運動部では、アーチェリー部が2000年度インターハイで優勝している。テニス部は全国中学生テニス選手権大会において2005年・2006年と二連覇した。
文化部では、文芸部は俳句甲子園に8年連続で全国大会に出場し、2004年度の大会では全国優勝を成し遂げている。
ブラスアンサンブル部はジャズが専門。ハワイ、イギリス、韓国、東京遠征を行い、高校生ジャズの甲子園とも言えるスチューデントジャズフェスティバルでは上位賞を毎回受賞している。渡辺貞夫、日野皓正、ハービー・ハンコック、小曽根真、タイガー大越らと共演を行うなどしている。将棋部は2019年全国高校将棋選手権団体で優勝するなど、近年全国クラスの活躍がめざましい。
前身の旧制甲南高等学校時代から活動しているクラブもあり、無線部(KSWL)など、中高では現在休部していても甲南大学では健在のクラブも存在する。
運動部
- 高校野球部
- 中学野球部
- テニス部
- ラグビー部
- サッカー部
- 陸上競技部
- ホッケー部
- アーチェリー部
- ゴルフ部
- 弓道部
- 馬術部
- バスケットボール部
- バドミントン部
- バレーボール部
- 卓球部
- 柔道部
- 剣道部
- スキー部
- 水泳部
- ワンダーフォーゲル・山岳部

文化部
- 生物研究部
- 化学研究部
- 物理研究部
- 数学研究部
- ブラスアンサンブル部（Konan Brass Ensemble,通称KBE）
- 器楽部
- ESS部
- 文芸部
- 将棋部
- 美術部
- 書道部
- 鉄道研究部
- 新聞部
- 放送部（Konan Broadcasting System,通称K.B.S.）
- クラシック同好会

休部中
- 演劇部
- 弁論部
- 写真部
- 無線部(甲南短波連盟,Konan Short Wave League,通称KSWL)
- 映画研究部
- ジャグリング同好会（奇術部)
- 人文科学研究部
- 器械体操部
- グリー部

## 国際交流
姉妹校との交換留学や語学研修、またYFU、AFSなどをからの派遣交換留学などを推奨している。近年はラグビー部、ブラスアンサンブル部テニス部など姉妹校のクラブと交流試合などを行うなど国際交流は活発化している。また毎年姉妹校、YFUなどの留学生も受け入れており、生徒の英語学習への一環として留学生と交流するなど豊富なプログラムを提供している。

## 姉妹校一覧
姉妹校は、下記の五校である。
- ダリッジ・カレッジ（イギリス）
- セントジョセフ・カレッジ（グレゴリーテラス校）https://www.terrace.qld.edu.au （オーストラリア）
- クライスト・カレッジ（ニュージーランド）
- ル・ジャルダン・アカデミー（アメリカ・ハワイ）

## 交通
- 阪急神戸本線「芦屋川駅」より徒歩20分
- JR神戸線（東海道本線）「芦屋駅」より徒歩25分
- 阪急バス「甲南高校前」停留所下車

## 著名な出身者
旧制甲南高等学校の卒業生については、同記事の該当項を参照。
- 中井久夫（1952年） - 神戸大学名誉教授
- 石井一（1953年） - 参議院議員、民主党筆頭副代表、第45代自治大臣
- 松岡功（1953年） - 東宝会長、テニスプレーヤー松岡修造の父
- 平尾浩三（1953年） - 独語学者、東京大学名誉教授
- 六本佳平（1954年）- 麻布高等学校へ進学、法社会学者、東京大学名誉教授
- 石井一二（1955年） - 元参議院議員、自由連合幹事長
- 江副浩正（1955年） - リクルート創業者
- 石黒修（1955年） - 戦後初の日本人プロテニス選手。俳優石黒賢の父
- 米倉弘昌（1956年） - 住友化学代表取締役社長、日本経済団体連合会会長、同評議員会議長
- 上山英介（1956年） - 大日本除虫菊会長
- 武田國男（1958年） - 武田薬品工業会長、日本経済団体連合会副会長
- 小林一雅（1958年） - 小林製薬会長
- 竹中統一（1961年） - 竹中工務店社長
- 水野正人（1962年） - ミズノ会長、ボーイスカウト日本連盟理事長、日本オリンピック委員会副会長
- 近藤徹（1963年） - 不二熱学工業社長
- 野村正樹（1963年） - 作家
- 須磨久善（1968年） - 葉山ハートセンター名誉院長、日本初のバチスタ手術執刀医
- 大村憲司（1969年） - ギタリスト
- 奥谷通（1970年） - 元衆議院議員、元環境大臣政務官
- 稲畑廣太郎（1976年） - 俳人、俳誌「ホトトギス」主宰、日本伝統俳句協会常務理事（高浜虚子の曾孫）
- 阪口正二郎（1978年） - 一橋大学名誉教授、早稲田大学教授
- ヒロ松下（1979年） - レーサー（パナソニックの創業者である松下幸之助の孫）
- 佐渡島隆平（1998卒） - セーフィー創業者・社長CEO
- 妹尾武（1988年） - 作曲家、ピアニスト
- 田尾耕太郎（1999年） - 歯科医師
- 川辺泰三（2001年） - 元バスケットボール選手
- 元澤誠- バスケットボール選手
- 曽我真臣（2001年） - 俳優
- 上畠寛弘（2006年） - 鎌倉市議会議員、神戸市会議員
- 小原宏貴（2006年） - 小原流家元
- 清水康志（2012年） ‐ アナウンサー
- 松岡大和（2016年） - ラグビー選手
- 横山友紀（2017年） - 将棋棋士